# Casaleone
Casaleone és un comune (municipi) de la província de Verona, a la regió italiana del Vèneto, situat a uns 90 quilòmetres al sud-oest de Venècia i a uns 35 quilòmetres al sud-est de Verona.
A 1 de gener de 2020 la seva població era de 5.572 habitants.
Casaleone limita amb els següents municipis: Cerea, Gazzo Veronese, Ostiglia i Sanguinetto.